# Esclottes
Esclottes är en kommun i departementet Lot-et-Garonne i regionen Nouvelle-Aquitaine i sydvästra Frankrike. Kommunen ligger i kantonen Duras som tillhör arrondissementet Marmande. År 2022 hade Esclottes 163 invånare.

## Befolkningsutveckling
Antalet invånare i kommunen Esclottes
| Referens: INSEE |